# عربانية
عربانية هي إحدى القرى اللبنانية من قرى قضاء بعبدا في محافظة جبل لبنان.
تبعد دليبه - عربانية 35 كلم (21.749 مي) عن بيروت عاصمة لبنان. ترتفع 640 م (2099.84 قدم - 699.904 يارد) عن سطح البحر وتمتد على مساحة 222 هكتاراً (2.22 كلم²- 0.85692 مي²).